# باغ عالي
باغ عالي (بالفارسية: باغ عالی) هي قرية تقع في مقاطعة دير في بوشهر في إيران. يقدر عدد سكانها بـ 13 نسمة .